# 1941
Évszázadok: 19. század – 20. század – 21. század
Évtizedek: 1890-es évek – 1900-as évek – 1910-es évek – 1920-as évek – 1930-as évek – 1940-es évek – 1950-es évek – 1960-as évek – 1970-es évek – 1980-as évek – 1990-es évek
Évek: 1936 – 1937 – 1938 – 1939 –  1940 – 1941 – 1942 – 1943 – 1944 – 1945 – 1946

## Események

### Január
- január 15. – A trónfosztott XIII. Alfonz spanyol király – mivel a koronáról nem mondott le – dinasztikus jogait harmadik fiára, Juan barcelonai grófra hagyományozza.[1]
- január 21. – Vojtech Tuka miniszterelnök meghirdeti a szlovák nemzetiszocializmus 14 pontból álló programját, amely lényegében a nácizmus társadalmi-politikai gyakorlatának mechanikus átvételét követeli.
- január 21–23. – A Vasgárda lázadása Ion Antonescu román kormányfő ellen, amit a hadsereg segítségével levernek.[2]
- január 23. – A Cseh–Morva Protektorátus kormánya kényszermunka-rendeletet ad ki a cseh népesség számára. (A 18 és 50 év közti férfiak közül 424 ezer fő kerül Németországba kényszermunkára.)[3]
- január 27. – Romániában Antonescu katonákból és szakértőkből álló kormányt alakít.[2]

### Február
- február 10. – Anglia megszakítja diplomáciai kapcsolatait Romániával.[4]
- február 12. – A német Afrika-hadtest első egységei Erwin Rommel altábornagy parancsnoksága alatt partra szállnak Tripoliban (Líbia).

### Március
- március 1. – Bulgária csatlakozik a háromhatalmi egyezményhez.[5]
- március 11. – Roosevelt amerikai elnök aláírja a kölcsönbérleti törvényt, mely lehetővé teszi, hogy az USA fegyvereket szállítson szövetségeseinek.[6]
- március 14. – Técsőn és környékén földrengést észleltek.
- március 18. – A Matapan-foki tengeri csatában az olasz flotta súlyos veszteséget szenved az angol haderőktől.
- március 25. – A Jugoszlávia jobboldali kormánya csatlakozik a háromhatalmi egyezményhez.[7]
- március 27.
  - Angolbarát katonai vezetők egy csoportja – Dušan Simović repülőtábornok vezetésével – elmozdítja a hatalomból Pál jugoszláv régens herceget és II. Péter királyt nagykorúvá nyilvánítják.[8]
  - Dušan Simović vezetésével megalakul az új jugoszláv kormány.[7]
  - Romániában törvényerejű rendelet írja elő a városi zsidó ingatlanok államosítását.[8]
- március 30. – Észak-Afrikában német támadás indul a brit állások ellen.

### Április
- április 3.
  - Teleki Pál öngyilkos lesz.[9]
  - Megalakul a Bárdossy-kormány.[10]
- április 5. – Szovjet-jugoszláv barátsági és megnemtámadási szerződés.[7]
- április 6. – A Német Birodalom megtámadja Jugoszláviát és Görögországot.[11] (A Luftwaffe lebombázza Belgrádot,[12] 24 000 polgári lakos veszti életét.)
- április 10. – Horvátország kikiáltja függetlenségét, s megalakul a Független Horvát Állam (NDH).[13] (Az új állam magába foglalja Bosznia-Hercegovinát.)[14]
- április 11. – Magyar csapatok lépik át a déli trianoni határt, Bácska és Muraköz visszacsatolása Magyarországhoz.[7]
- április 12.
  - Belgrádot megszállják a német csapatok.[15]
  - Horthy Miklós kormányzó Popoff Mihály ortodox nagyprépostot, érseki helynököt az ortodox magyar és ortodox ruszin részek adminisztrátorává nevezi ki.
- április 13.
  - A Szovjetunió megnemtámadási egyezményt köt a Japán Birodalommal.[11]
  - A jugoszláv kormány hadat üzen Bulgáriának és Magyarországnak.[15]
- április 14–15. – II. Péter jugoszláv király és a Simović-kormány tagjainak többsége Görögországba menekül.[16]
- április 15. – A Jugoszláv Kommunista Párt kiadja első ellenállási felhívását.
- április 16. – Magyarországon kihirdetik a 2870/1941 számú kormányrendeletet, amely munkaszolgálatra kötelezi a zsidó férfiakat.[17]
- április 17. –
  - A jugoszláv hadsereg kapitulál, Belgrádban aláírják a feltétel nélküli kapitulációt.[18]
  - A Független Horvát Állam élére, az olaszországi száműzetéséből visszatérő Ante Pavelić kerül.[13]
  - Horvátországban fajvédő törvényt hoznak a szerbek, a zsidók és a cigányok ellen.[18]
- április 20–22. – Bécsi német–olasz konferencia Jugoszlávia felosztásáról. (Horvátország – Bosznia-Hercegovinával, de Dalmácia nélkül – Crna Gora, valamint a csonka Szerbia névleg független, a többi területet a 4 támadó valamelyikéhez csatolták Koszovó kivételével, amely az olasz fennhatóság alatt álló Albánia része. A Muraköz és a Bácska – 11 600 km², 1 145 000 fővel – Magyarországhoz került.)[18]
- április 27. – A német hadsereg bevonul Athénba.[19]

### Május
- május 3. – „Románosítási Országos Központ” létrehozásával Romániában kisajátítják a zsidó vállalatokat.
- május 6. – Molotov leváltásával a Népbiztosok Tanácsának elnöke J. V. Sztálin lesz.[11]
- május 9. – A Szovjetunió bejelenti, hogy Jugoszláviát nem tekinti létező államnak.[18]
- május 10.
  - Rudolf Hess birodalmi miniszter, Adolf Hitler helyettese egy Messerschmitt Bf 110-sel Nagy-Britanniába repül, és Skócia felett ejtőernyővel kiugrik.[20] (Életének második felét börtönben töltötte, miután a brit hatóságok őrizetbe vették. Az esetet Hitler először nem akarta elhinni, azután dührohamot kapott.)[21]
  - Draža Mihailović ezredes, a szerb nacionalista ellenállók, a csetnikek vezetője nem ismeri el a jugoszláv hadsereg kapitulációját és Ravna Gora területén megkezdi ellenállását.[18]
- május 20. – Német csapatok lerohanják Krétát.
- május 22. – A Független Horvát Államban elrendelik a Dávid-csillagos sárga karszalag viselését.[13]
- május 29. – Disney animátorok sztrájkja.
- május 31. – Az angolok kiürítik Krétát.

### Június
- június 6. – A német irányítás alatt tevékenykedő francia csapatok és az angol-gaulle-ista erők között megkezdődik az első nyílt összecsapás Szíria térségében.
- június 8. – Anglia megszállja Szíriát.
- június 11–12. – Ion Antonescu román kormányfő Münchenben tárgyal Adolf Hitlerrel Romániának a Szovjetunió elleni háborúban való részvételéről.
- június 15. – A Független Horvát Állam hivatalosan is csatlakozik a háromhatalmi egyezményhez. (Ezzel jogilag a tengelyhatalmak szövetségesévé vált.)[13]
- június 18. – Németország barátsági szerződést köt Törökországgal.
- június 22.
  - Németország megtámadja a Szovjetuniót.[22]
  - A Szovjetunió elleni német támadás első óráiban Antonescu és I. Mihály király hirdet „szent háborút” Besszarábia és Bukovina felszabadítására.
- június 23.
  - Szlovákia csatlakozik a Szovjetunió elleni hadjárathoz.
  - A magyar diplomáciai kapcsolatok – német nyomásra – megszakadnak a Szovjetunióval.[22]
- június 24. – Németország és Spanyolország megállapodik egy hivatalosan önkéntes spanyol expedíciós haderő, a Kék Hadosztály kivezényléséről a szovjet frontra
- június 25. – Finnország hadat üzen a Szovjetuniónak.
- június 26.
  - A Kőrösmezőről Budapestre tartó 1701. számú vonatot, Tiszaborkút és Rahó között 3 egymotoros szovjet repülőgép támadja meg. (A szerelvényt 9 találat érte, az utasok közül 2 fő – más források szerint 3 fő – meghalt. A mozdonyt és a találatot kapott fékrendszert a rahói állomáson megjavították, majd a szerelvény folytatta útját.)[23]
  - 13.07-kor három azonosíthatatlan hovatartozású repülőgép Kassát bombázza. (A légitámadás során a légvédelmi figyelőhálózat teljes csődöt mondott, a szirénák már csak az első bombák robbanása után szólaltak meg. A támadás során harmincketten meghaltak, hatvanan súlyosan és kétszázhúszan könnyebben megsérültek.)[23]
  - A három azonosíthatatlan repülőgép Kassától 8 km-re, Enyicke felett, egy újabb bombát dob le, amely a kassai támadáskor valószínűleg bennragadt az egyik gépben. (A bomba a templom mellett csapódott be, de nem robbant fel.)[23]
  - Az összeülő minisztertanács Bárdossy László kormányfő előterjesztésére jóváhagyja a hadiállapot kinyilvánítását, a szovjet területek ellen intézendő légitámadásokat, majd pedig a németekkel egyeztetve a szárazföldi hadműveletek megindítását.[23]
- június 27.
  - 7 óra 10 perckor – a hadiállapot bejelentése előtt közel három órával – a veszprémi 4/II. bombázórepülő-osztály két százada, a 4/3. „Sárga Vihar” és 4/4. „Buzogány” – válaszul az előző napi kassai incidensre – bombatámadást hajt végre szovjet célpontok ellen.
  - Bárdossy László miniszterelnök bejelenti a parlamentben, hogy beállt a hadiállapot Magyarország és a Szovjetunió között.[23]
- június 27–29. – Zsidóellenes pogrom Jászvásárott.[24]
- június 29. – Vidkun Quisling norvég kollaboráns vezető megalakítja a Norvég Légiót, amelynek célja, hogy a megszállt Norvégiának saját hadereje legyen. A norvégokat a Wehrmacht Oroszországban veti be, majd két év múltja feloszlatják a légiót eredménytelen szereplése miatt.
- június 30. – A Szovjetunióban megalakul az Állami Honvédelmi Bizottság.[11]

### Július
- július 1. – A német csapatok megszállják Rigát.
- július 4. – A Jugoszláv Kommunista Párt illegalitásban működő vezetősége határoz egy jugoszláviai felkelés megindításáról.[18]
- július 6. – Magyarország területén hajnali 3 órakor bevezetik a jobb oldali közlekedési rendszert. (Kivétel Budapest és közvetlen környéke, ott erre később, november 9-én került sor.)
- július 7. – A jugoszláv hegyekben kezdetét veszi a Tito vezette partizánfelkelés.
- július 10. – Az Egyesült Államok kiutasítja a német konzulátus tagjait.
- július 12.
  - Szovjet-angol együttműködési egyezmény Németország ellen.[11]
  - A Szovjetunió elismeri az emigráns jugoszláv kormányt.
- július 12–13. – A Crna Gora-i parlament kinyilvánítja függetlenségét.[24]
- július 14. – Romániában dekrétum írja elő a zsidók munkaszolgálatra való igénybevételét.
- július 17. – A Szovjetunió felveszi a kapcsolatot a Dušan Simović vezette jugoszláv emigráns kormánnyal.[18]
- július 20. – A lengyel emigrációs kormány és a Szovjetunió egyezményt köt a diplomáciai kapcsolatok felvételéről és a kölcsönös katonai segítségnyújtásról.[25]
- július 28. – Kremenyec német megszállása után, ukrán nacionalisták listái alapján megkezdik a lengyel értelmiségiek letartóztatását. A megszállók július 28. és 30. között közel 30 főt végeznek ki, az áldozatok többsége a Kremenyeci Líceum tanára.
- július 31. – Hermann Göring utasítja Reinhard Heydrichet, hogy készítsen tervet a „zsidókérdés végleges megoldására”.[26]

### Augusztus
- augusztus 8. – Magyarországon kihirdetik a harmadik zsidótörvényt.[27]
- augusztus 10.
  - A német csapatok körülzárják Odesszát.
  - A katonai egyezmény értelmében lengyel harci csapatokat állítanak fel a Szovjetunióban Władysław Anders tábornok parancsnoksága alatt.[25]
- augusztus 12. – A Szovjetunió katonai megállapodást ír alá a londoni lengyel emigráns kormánnyal.[28]
- augusztus 14. – 
  - A német csapatok elfoglalják Szmolenszket.
  - Franklin D. Roosevelt és Winston Churchill közzéteszi az Atlanti Chartát.[29]
- augusztus 21. – Franciaországban létrejövő földalatti mozgalom, az ellenállás első szervezetei megalakulnak, és elkövetik első halálos kimenetelű merényletüket Párizsban egy magas rangú német tiszt ellen.
- augusztus 25. – A németekkel rokonszenvező Iránt angol és szovjet csapatok szállják meg.[11]
- augusztus 27–28. – A kamenyec-podolszkiji tömegmészárlás. (Kamjanec-Pogyilszkijnál közel 23 ezer zsidót – köztük a 15-16 ezer Magyarországról deportáltat – gyilkolnak meg.)[26]
- augusztus 29. – Belgrádban Milan Nedić tábornok (volt hadügyminiszter) megalakítja „a nemzeti megújulás kormányát”.
- augusztus 30.
  - A Wehrmacht körbezárja Leningrádot és ezzel megkezdődik Leningrád 900 napos blokádja.
  - A tighinai román–német megállapodás értelmében Dnyeszter és a Bug közötti területet (Transznisztria) román igazgatás alá rendelik.[30]

### Szeptember
- szeptember 1. – A német hatóságok minden 6 év feletti zsidó származású lakost „Jude” feliratú sárga Dávid-csillag viselésére köteleznek.[26]
- szeptember 7. – Szegeden elkezdődik a honvéd téri református templom építése
- szeptember 9. – Szlovákiában kiadják a zsidóellenes intézkedéseket összefoglaló törvényt, az ún. Zsidó Kódexet.
- szeptember 15. – Ion Antonescu parancsára Besszarábia és Észak-Bukovina maradék 150 ezer főnyi zsidóságát Transnistriába deportálják.
- szeptember 19. – A németek megszállják Kijevet.
- szeptember 29–október 1. – Moszkvában a Szovjetunió, Anglia és az Egyesült Államok képviselőinek részvételével értekezletet tartanak.[11]

### Október
- október 1. – Elkezdődik a Moszkvai csata
- október 6. – Háborúellenes tüntetés a Batthyány-örökmécsesnél.[31]
- október 16.
  - A román haderőnek két hónapi ostrom után elfoglalja Odesszát.[32]
  - A Cseh–Morva Protektorátusban elkezdődik a zsidók deportálása. (A II. világháború idején összesen 77 292 zsidó származású cseh hal meg a német haláltáborokban.)[3]
- október 20. – Moszkvában bevezetik a hadiállapotot.
- október 21. – A szerbiai Kragujevacon – azt követően, hogy jugoszláv ellenállók 10 német katonát megölnek, 26-ot pedig megsebesítenek – a város lakosai közül 7 ezer embert (köztük gyermeket) végeznek ki a németek és a Nedić-féle fegyveres csapatok tagjai.
- október 22. – Franciaországban az elszaporodó németek elleni merénylet válaszként a német katonák túszokat végeznek ki Châteaubriant-ban,[33] megtorlásul.
- október 23. – Miután szovjet partizánok felrobbantják az odesszai román parancsnokságot, megtorlásul 25 ezer zsidót kivégeznek.
- október 25. – A német csapatok megszállják Harkovot.
- október 26. – Sikertelenül végződnek Tito és Draža Mihailović tárgyalásai; kiélesednek a csetnik–partizán harcok.

### November
- november 2. – Német kézen Kurszk.
- november 5. – A németek hozzákezdenek Szevasztopol ostromához.
- november 8. – Az Albán Kommunista Párt (AKP) megalapítása, amelynek egyik vezetője Enver Hodzsa.[34]
- november 9. – A budapesti villamoshálózatokon bevezetik a jobb oldali közlekedést.
- november 18. – Az angol csapatok Líbiában az olaszokkal szemben ellentámadásba mennek át.
- november 25. – A német hatóságok elveszik a német állampolgárságot azoktól a német zsidóktól, akik külföldön élnek.[26]
- november 26.
  - Franklin D. Roosevelt elnök aláírja azt a jogszabályt, amely november negyedik csütörtökét a Hálaadás hivatalos ünnepnapjává teszi, egyben nemzeti ünneppé nyilvánítja.
  - Elindul Pearl Harbor felé az 1. japán légiflotta.
- november 28. – A Szovjet Vörös Hadsereg visszafoglalja Rosztov-na-Donut.

### December
- december 5. – Władysław Sikorski, az emigrációs lengyel kormány miniszterelnöke Moszkvában barátsági és segítségnyújtási szerződést köt a szovjet kormánnyal.[35]
- december 6.
  - Moszkva alatt kezdetét veszi a szovjet ellentámadás.
  - Nagy-Britannia hadat üzen Romániának, Magyarországnak és Finnországnak.[36]
  - Bulgária hadat üzen Nagy-Britanniának és az Amerikai Egyesült Államoknak.[36]
- december 7.
  - Japán támadás az Amerikai Egyesült Államok csendes-óceáni hadiflottája ellen Pearl Harbornál.[37] (Lásd: Pearl Harbor elleni japán támadás)
  - Nagy-Britannia hadat üzen Magyarországnak.[38]
- december 8. – 
  - A Pearl Harbor elleni japán támadás után az Amerikai Egyesült Államok hadat üzent Japánnak.
  - A japán kormány hadat üzen Nagy-Britanniának és az Egyesült Államoknak.[11]
- december 9. – Kína hadat üzen Japánnak, Németországnak, és Olaszországnak.
- december 10. – Japán csapatok szállnak partra a Fülöp-szigeteken.
- december 11. – Németország és Olaszország hadat üzen az Egyesült Államoknak.[11]
- december 12.
  - A szlovák kormány hadat üzen Nagy-Britanniának és az Egyesült Államoknak.
  - Magyarország hadat üzen az Amerikai Egyesült Államoknak.[27]
  - Románia hadat üzen az Egyesült Államoknak.[36]
- december 13.
  - A japán csapatok betörnek Burmába.
  - Magyarország hadat üzen az Amerikai Egyesült Államoknak.
- december 14. – A Független Horvát Állam hadat üzen az Amerikai Egyesült Államoknak.[36]
- december 16. – A londoni emigráns csehszlovák kormány bejelenti, hogy minden országgal hadiállapotban lévőnek tekinti magát, amely Nagy-Britannia, a Szovjetunió és az Egyesült Államok ellen harcol. (Németországgal és Magyarországgal szemben a hadiállapotot a két ország első Csehszlovákia-ellenes katonai fellépése óta beálltnak tekintették.)[3]
- december 17. – Japán csapatok szállnak partra Borneón.
- december 25. – Japán csapatok elfoglalják Hongkongot.

### Határozatlan dátumú események
- január – A Szovjetunió 7 500 000 aranydollárért megvásárolja Németországtól a Suwalki-körzetet.[39]
- augusztus – A partizánok átmenetileg ellenőrzésük alá vonják Nyugat-Szerbia csaknem 20 ezer km²-nyi területét (ún. Uzsicei Köztársaság).[18]
- szeptember – Károlyi Mihály kilép a passzivitásból, és Angliában megalakítja az Új Demokratikus Magyarországért mozgalmat.[40]

## Az év témái

### 1941 az irodalomban
- január: A Sorsunk című irodalmi folyóirat első megjelenése
- október – Megjelenik Magyar Csillag című folyóirat Illyés Gyula szerkesztésében.[17]
- Albert Camus megalapítja a francia ellenállás lapját Combat(wd) (Harc) címmel[41]
- Weöres Sándor: Holdbeli csónakos (színjáték)
- Móricz Zsigmond: Rózsa Sándor a lovát ugratja (regény)
- Veres Péter: Falusi krónika (regény)
- Ottlik Géza: Hamisjátékosok (elbeszélés)
- Örkény István: Tengertánc (novelláskötet)
- Márai Sándor: Kassai őrjárat (elbeszélés)
- Szerb Antal: A világirodalom története
- Noël Coward: Vidám kísértet (Blithe Spirit, vígjáték)
- Eric Knight: Légy hű magadhoz (This Above All, regény)
- Upton Sinclair: Két világ között (Between Two Worlds, regény)
- John Crowe Ransom: Az új kritika (The New Criticism, esszékötet)
- Bertolt Brecht: Állítsátok meg Arturo Uit! (Der aufhaltsame Aufstieg des Arturo Ui, színmű, a hitlerizmus paródiája)
- Franz Werfel: Bernadette (Das Lied von Bernadette, regény)
- Stefan Zweig: Sakknovella (Schachnovelle, elbeszélés)
- Pär Lagerkvist: Nyáréji álom a szegényházban (Midsommardröm i fattighuset, színmű)
- Martin Alfred Hansen: Jonathán utazása (Jonatans rejse, regény)
- Louis Aragon: Szívszakadásig (Le Créve - Cœur, verseskötet)
- Paul Valéry: Olyan, amilyen (Tel quel, aforizmagyűjtemény)
- Cesare Pavese: Szülőföldem (Paesi tuoi, regény)
- Elio Vittorini: Szicíliai beszélgetés (Conversazione in Sicilia, regény)
- Rafael Alberti Merello: Szegfű és kard között (Entre el clavel y la espada, verseskötet)
- Alekszandr Alekszandrovics Fagyejev: Az utolsó udege (Poszlednyij udege, regény)
- Konsztantyin Mihajlovics Szimonov: Legény a talpán (Pareny iz nasevo goroda, elbeszélés)
- Dzsambul Dzsabajev: Fiam, Leningrádiak (Leningradtik örenderim, verseskötet)
- Cao Jü [Ts'ao Chü]: Pekingi emberek (Pej-csing zsen, színmű)

### 1941 a sportban
- A Ferencváros megvédi NB1-es elsőségét. Ez a klub 16. bajnoki címe.

### 1941 a tudományban
- május 12. – Konrad Zuse bemutatja a Zuse Z3(wd) programvezérelt számítógépet.[42]

### 1941 a vasúti közlekedésben
- január 31. – A Budapest–Cegléd–vasútvonal töltésen futó új szakaszának átadásával megszűnik a Kőbányai úti (Liget téri) halálsorompó.[43]
- augusztus 5. – A Budapest–Cegléd–vasútvonal töltésen futó új szakaszának átadásával megszűnik a Kerepesi úti halálsorompó.[44]

### 1941 a zenében
- január 20. – 6. vonósnégyes (Bartók) – premier
- Ernst Křenek: Tarquinius (Tarquin) – opera
- Elterjed és népszerűvé válik egy német katonadal, a Lili Marleen, amely egy korszak emblematikus dalává válik idővel

## Születések
- január 4. – George P. Cosmatos olasz-görög származású filmrendező, forgatókönyvíró († 2005)
- január 7. – John Steiner brit színész († 2022)
- január 8. – Graham Chapman brit színész, komikus, forgatókönyvíró († 1989)
- január 14.
  - Faye Dunaway Oscar-díjas amerikai színésznő
  - Milan Kučan szlovén politikus, államfő
- január 16. – Sárközy András matematikus, az MTA tagja
- január 21. – Plácido Domingo spanyol operaénekes (tenor)
- január 30. – Dick Cheney amerikai politikus, alelnök
- január 31. – Mayer Mihály pécsi püspök
- február 1.
  - Gion Nándor vajdasági magyar író († 2002)
  - Raisz Gusztáv magyar agrármérnök, miniszterhelyettes
  - Végel László Kossuth-díjas magyar, író
- február 8. – Falk Miklós magyar nehézipari gazdasági mérnök, országgyűlési képviselő
- február 17. – Julia McKenzie angol színésznő
- február 19. – David Jonathan Gross Nobel-díjas amerikai fizikus
- február 25. – Anne Etter, Mohéli (comorei nyelven Mwali) királyi hercegnője, a Comore-szigetek Fejlesztési Társaságának (Association Développement des Îles Comores) elnöke, Szalima Masamba szultána-királynőnek, Mohéli (Mwali) utolsó uralkodójának az unokája
- március 1. – Felkai László olimpiai bajnok magyar vízilabdázó († 2014)
- március 4. – Medveczky Ilona magyar táncosnő, érdemes művész
- március 10. – Mansfeld Péter, az 1956-os forradalmat követő megtorlások legfiatalabb áldozata († 1959)
- március 16.
  - Bernardo Bertolucci olasz filmrendező († 2018)
  - Katona Gyula magyar matematikus, az MTA tagja
- március 23.
  - Verebes József magyar labdarúgó, edző, mesteredző († 2016)
  - Richly Zsolt Balázs Béla-díjas rajzfilmrendező, animátor, grafikus, érdemes és kiváló művész († 2020)
- március 26. – Richard Dawkins etológus
- április 14. – Manuel de Blas spanyol színész
- április 20.
  - Moyses Márton romániai magyar költő, a kommunista diktatúra mártírja († 1970)
  - Ryan O’Neal amerikai színész († 2023)
- április 21. – Hollósi Frigyes Jászai Mari-díjas magyar színész († 2012)
- április 27. – Dobos Attila magyar zeneszerző, táncdalénekes, fogorvos († 2022)
- május 17. – Haumann Péter Kossuth-díjas magyar színművész, a nemzet színésze († 2022)
- május 24. – Bob Dylan Nobel-díjas amerikai költő, zeneszerző, énekes
- június 2. – Kő Pál Kossuth-díjas magyar szobrászművész, a nemzet művésze († 2020)
- június 10. – Bágyoni Szabó István magyar költő, prózaíró, műfordító, tanár
- június 23. – Josef Minsch svájci síelő († 2008)
- július 15. – Dús László magyar festőművész
- július 16. – Mészöly Kálmán magyar labdarúgó, mesteredző († 2022)
- július 23. – Gömbös Ervin informatikus, főiskolai tanár. A Nemzetközi Üzleti Főiskola (IBS) egyik alapítója.
- július 31. – Payer András magyar énekes, dalszerző († 2011)
- augusztus 8. – Sárospataky István író, fogorvos
- augusztus 17. – Fritz Wepper német színész (Derrick főfelügyelő társa, Harry Klein alakítója) († 2024)
- augusztus 21. – Vukán György Kossuth-díjas magyar zeneszerző, zongoraművész († 2013)
- augusztus 27. – Konrád János olimpiai bajnok magyar vízilabdázó († 2014)
- augusztus 29. – Siklós Csaba közlekedésmérnök, politikus
- szeptember 9. – Dennis M. Ritchie, a UNIX cég alapítója († 2011)
- szeptember 12. – Katona József úszó († 2016)
- szeptember 15.
  - Albert Flórián magyar válogatott labdarúgó, a nemzet sportolója († 2011)
  - Bolberitz Pál Széchenyi-díjas római katolikus pap, teológus, egyetemi tanár († 2020)
- október 12. – Vayer Tamás magyar díszlettervező († 2001)
- október 16. – Simon Ward angol színész († 2012)
- október 21. – Jankovics Marcell Kossuth-díjas magyar rajzfilmrendező, kultúrtörténész, a nemzet művésze († 2021)
- október 26. – Holger Meins nyugatnémet dokumentumfilmes, radikális baloldali terrorista, a Vörös Hadsereg Frakció tagja († 1974)
- október 28.
  - Hank Marvin brit zenész, a The Shadows gitárosa
  - Csikos Sándor Kossuth- és Jászai Mari-díjas magyar színész, érdemes és kiváló művész, a Nemzet Színésze
- november 8. – Graf Zoltán magyar állatorvos († 2023)
- november 9. – Dózsa Imre Kossuth-díjas magyar táncművész, pedagógus († 2024)
- november 17. – David Warbeck angol színész († 1997)
- november 18. – David Hemmings angol színész (Michelangelo Antonioni: „Nagyítás”), filmrendező († 2003)
- november 23. – Franco Nero olasz színész
- november 24. – Pete Best angol zenész, a The Beatles első dobosa
- november 28. – Hornok László magyar kertészmérnök, egyetemi oktató († 1991)
- december 1. – Alker Imre magyar birkózó
- december 18. – Simon Károly ipari formatervező, művészetpedagógus († 2017)
- december 19. – I Mjongbak koreai politikus, Dél-Korea elnöke
- december 21. – Sólyom-Nagy Sándor Kossuth-díjas magyar operaénekes († 2020)
- december 28.
  - Tordai Teri Kossuth-díjas magyar színésznő
  - Sztanyiszlav Galimovics Hazsejev katonatiszt, 1992–2012 között a Dnyeszter Menti Moldáv Köztársaság védelmi minisztere
- december 30. – Fellegi Ádám zongoraművész

## Halálozások
- január 4. – Henri Bergson [ejtsd: anri lui bergszon] francia filozófus (* 1859)
- január 8. – Lord Robert Baden-Powell brit katonatiszt, a cserkészmozgalom megalapítója (* 1857)
- január 13. – James Joyce ír regényíró (* 1882)
- január 17. – Huszár Mihály magyar katolikus esperes-plébános, országgyűlési képviselő (* 1874)
- január 18. – George Webster brit úszó, olimpikon (* 1885)
- február 1. – Donáth Leó sportvezető, irodalomtörténész, műfordító (* 1888)
- február 13. – Csűry Bálint nyelvész, nyelvjáráskutató, az MTA tagja (* 1886)
- február 21. – Frederick Banting kanadai Nobel-díjas orvoskutató, az inzulin egyik felfedezője (* 1891)
- február 26. – Lux Elek szobrász (* 1884)
- március 4. – Ludwig Quidde német történész, közíró és pacifista politikus (* 1858)
- március 6. – John Gutzon Borglum dán szobrász (* 1867)
- március 21. – Fernand Vix francia hivatásos katona, 1918–19-ben az antant budapesti katonai bizottságának vezetője (* 1876)
- március 28. – Virginia Woolf angol író (* 1882)
- április 7. – Finkey József bányamérnök, az MTA tagja (* 1889)
- április 12. – Andrássy Klára legitimista, angolszászbarát politikus, újságíró (* 1898)
- április 30. – Edwin S. Porter amerikai filmrendező, producer (* 1870)
- május 6. – Maróti Géza építész, szobrász (* 1875)
- május 27. – Günther Lütjens, a Bismarck parancsnoka (* 1889)
- június 29. – Ignacy Jan Paderewski lengyel zeneszerző, zongoraművész, Lengyelország harmadik miniszterelnöke (* 1860)
- június (?) – Kázmér Ernő magyar esszéíró, kritikus (* 1892)
- július 20. – Puky Endre politikus, külügyminiszter (* 1871)
- augusztus 4.
  - Babits Mihály költő, műfordító (* 1883)
  - Festetics György magyar földbirtokos, diplomata, politikus, országgyűlési képviselő (* 1882)
- augusztus 7. – Rabindranáth Tagore hindi költő (* 1861)
- augusztus 31. – Marina Ivanovna Cvetajeva orosz költő, író (* 1892)
- szeptember 7. – Vajda Lajos festőművész (* 1908)
- szeptember 29. – Aba-Novák Vilmos festőművész (* 1894)
- október 6. – Kabos Gyula színész, komikus (* 1887)
- október 24. – Reményik Sándor költő (* 1890)
- október 26. – Arkagyij Petrovics Gajdar orosz-szovjet ifjúsági író (csatában) (* 1904)
- november 18. – Walther Hermann Nernst német fizikokémikus (* 1864)
- november 22. – Werner Mölders német vadászrepülő pilóta (* 1913)
- december 8. – Grósz Emil orvos, szemész, 1905–1936 között a budapesti I. számú szemklinika igazgatója (* 1865)
- december 9. – Eduard von Böhm-Ermolli osztrák katonatiszt, császári és királyi tábornagy, az I. világháborúban (* 1856)
- december 19. – Beretvás István magyar földbirtokos, kormányfőtanácsos, országgyűlési képviselő (* 1892)
- december 29. – Herzog József levéltáros, történész (* 1880)

## Nobel-díjak
- 1941-ben a Nobel-bizottság egyetlen területen sem osztott díjat